# یوتسویا

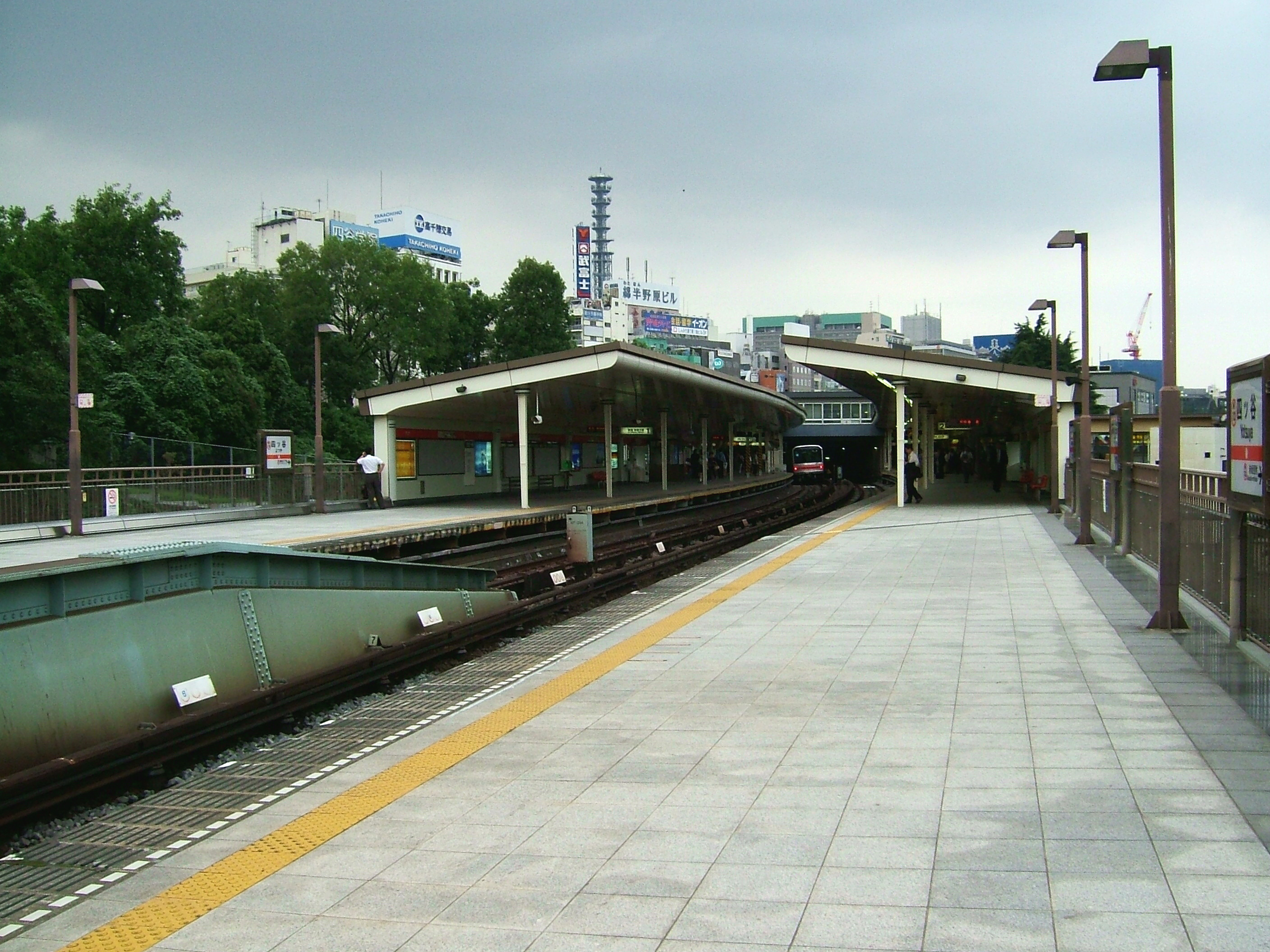
ایستگاه یوتسویا

یوتسویا (به ژاپنی: 四谷 Yotsuya) یکی از محله‌های توکیو پایتخت ژاپن است که در منطقهٔ شینجوکو واقع شده‌است.

## ایستگاه راه‌آهن
- خط چوئو-سوبو ایستگاه یوتسویا
- متروی توکیو، خط نانبوکو ایستگاه یوتسویا